# Meinolf Schulte
Meinolf Schulte (* 28. Juni 1948 in Solingen; † 29. Februar 2024 in Düsseldorf) war ein deutscher Fußballspieler.

## Sportliche Laufbahn
Er spielte als Torwart bei Union Solingen. Während der Zeit von 1976 bis 1978 bestritt er insgesamt 24 Spiele für diesen Solinger Verein in der 2. Bundesliga Nord. Zu seinen größten Erfolgen gehört der Sieg (2:0) in der 1. Hinrunde im DFB-Pokalspiel 1975 gegen den damaligen Bundesligisten Kickers Offenbach.
Er begann seine Fußballkarriere beim VfB Solingen 1910 und wechselte später in die Jugendmannschaft von Union Solingen. Nach seiner Karriere bei der Union spielte er noch lange Zeit in der „Alte Herren Mannschaft“ des Vereins.
Meinolf Schulte lebte mit seiner Frau in Düsseldorf und hat eine Tochter. Er war gelernter Kaufmann in der Holz- und Fensterbranche.